# Championnat d'Iran de football 2022-2023
Navigation
Persian Gulf Pro League
2021-2022 Persian Gulf Pro League
2023-2024
La saison 2022-2023 du Championnat d'Iran de football est la quarante-et-unième édition du championnat national de première division iranienne. Les seize meilleurs clubs du pays prennent part au championnat organisé par la Fédération d'Iran de football. Les équipes sont regroupées au sein d'une poule unique, où elles rencontrent leurs adversaires deux fois, à domicile et à l'extérieur. À l'issue du championnat, les deux derniers du classement sont relégués et remplacés par les deux meilleurs clubs de deuxième division (en) (Azadegan League).
Le club d'Esteghlal Téhéran est le tenant du titre.

## Qualifications continentales
En raison du changement de dates de la Ligue des champions de l'AFC, les entrées ne sont pas encore définis. L'Iran a trois qualifiés en phase de groupes, le quatrième qualifié doit passer par le tour de qualification.

## Les clubs participants
- Esteghlal Téhéran
- Persépolis FC
- Zob Ahan FC
- Malavan Football Club  - Promu de Liga Azadegan
- Havadar SC
- Mes Kerman - Promu de Liga Azadegan
- Mes Rafsanjan FC
- Paykan Football Club
- Foolad Ahvaz
- Aluminium Arak FC
- Sepahan FC
- Naft Masjed Soleyman
- Sanat Naft
- Gol Gohar Sirjan FC
- Tractor Sazi
- Nassaji Mazandaran

## Compétition

### Classement
Le classement est établi sur le barème de points classique (victoire à 3 points, match nul à 1, défaite à 0).
| Rang | Équipe                  | Pts | J  | G  | N  | P  | Bp | Bc | Diff |
| ---- | ----------------------- | --- | -- | -- | -- | -- | -- | -- | ---- |
| 1    | Persépolis FC C         | 66  | 30 | 20 | 6  | 4  | 46 | 13 | +33  |
| 2    | Sepahan Ispahan         | 65  | 30 | 19 | 8  | 3  | 49 | 17 | +32  |
| 3    | Esteghlal TéhéranT      | 62  | 30 | 18 | 8  | 4  | 52 | 22 | +30  |
| 4    | Tractor Sazi            | 52  | 30 | 15 | 7  | 8  | 42 | 34 | +8   |
| 5    | Mes Rafsanjan FC        | 47  | 30 | 11 | 14 | 5  | 30 | 15 | +15  |
| 6    | Gol Gohar Sirjan FC     | 45  | 30 | 12 | 9  | 9  | 40 | 36 | +4   |
| 7    | Aluminium Arak FC       | 40  | 30 | 8  | 16 | 6  | 20 | 15 | +5   |
| 8    | Foolad Ahvaz            | 40  | 30 | 9  | 13 | 8  | 27 | 26 | +1   |
| 9    | Zob Ahan FC             | 36  | 30 | 7  | 15 | 8  | 25 | 24 | +1   |
| 10   | Havadar SC              | 33  | 30 | 7  | 12 | 11 | 24 | 34 | -10  |
| 11   | Paykan Football Club    | 28  | 30 | 5  | 13 | 12 | 12 | 28 | -16  |
| 12   | Malavan Football Club P | 27  | 30 | 5  | 12 | 13 | 21 | 40 | -19  |
| 13   | Nassaji Mazandaran      | 26  | 30 | 5  | 11 | 14 | 26 | 44 | -18  |
| 14   | Sanat Naft              | 25  | 30 | 5  | 10 | 15 | 22 | 36 | -14  |
| 15   | Mes Kerman P            | 22  | 30 | 4  | 10 | 16 | 22 | 37 | -15  |
| 16   | Naft Masjed Soleyman    | 20  | 30 | 4  | 8  | 18 | 22 | 59 | -37  |

|  | Qualification pour la Ligue des champions de l'AFC 2023-2024                         |
|  | Qualification pour le tour préliminaire de la Ligue des champions de l'AFC 2023-2024 |
|  | Relégation directe en Liga Azadegan                                                  |
|  | T : Tenant du titre C : Vainqueur de la Coupe d'Iran P : Promu de Liga Azadegan      |

- Nassaji Mazandaran qualifié pour la Ligue des champions de l'AFC, en tant que vainqueur de coupe 2021-2022.
- Esteghlal Téhéran n'a pas de licence pour participer à une compétition continentale.

## Bilan de la saison
| Championnat d'Iran de football 2022-2023 |                                   |
| Champion                                 | Persépolis FC (15e titre)         |
| Coupes et trophées                       |                                   |
| Vainqueur de la Coupe d'Iran 2022-2023   | Persépolis FC                     |
| Qualifications continentales             |                                   |
| Ligue des champions de l'AFC 2023-2024   | Persépolis FC                     |
| Ligue des champions de l'AFC 2023-2024   | Sepahan Ispahan                   |
| Ligue des champions de l'AFC 2023-2024   | Nassaji Mazandaran                |
| Ligue des champions de l'AFC 2023-2024   | Tractor Sazi                      |
| Promotions et relégations                |                                   |
| Promus en Persian Gulf Pro League        | Shams Azar FC                     |
| Promus en Persian Gulf Pro League        | Esteghlal Khuzestan Football Club |
| Relégués en Liga Azadegan                | Mes Kerman                        |
| Relégués en Liga Azadegan                | Naft Masjed Soleyman              |